# Sanningen (TV-serie, 2024)
Sanningen (Engelska: Fool Me Once) är en brittisk kriminal- och dramaserie vars första säsong hade premiär på strömningstjänsten Netflix den 1 januari 2024. Första säsongen består av åtta avsnitt.

## Handling
Serien kretsar kring Maya Stern vars före detta man mördas. Några veckor senare ser hon honom på en övervakningskamera.

## Rollista (i urval)
- Michelle Keegan - Maya Stern
- Richard Armitage - Joe
- Adeel Akhtar - Sami Kierce
- Joanna Lumley - Judith Burkett
- Hattie Morahan - Caroline Burkett
- Dino Fetscher - Marty McGreggor
- Emmett J. Scanlan - Shane Tessier
- Marcus Garvey - Eddie Walker
- Dänya Griver - Abby Walker
- Natalie Anderson - Claire Walker
- Joe Armstrong - Alexander Dosman
- Anthony Howell - Christopher Swain
- Laurie Kynaston - Corey Rudzinski
- James Northcote - Neil Burkett
- Jade Anouka - Nicole Butler